# Lortel Archives
Lortel Archives, cunoscută și ca  Internet Off-Broadway Database (IOBDB), este o bază de date online a producțiilor Off-Broadway.
Arhiva poartă numele producătorului de teatru și actriței Lucille Lortel și a fost fondată și dezvoltată de fundația non-profit Lucille Lortel Foundation.